# Arixiuna varians
Arixiuna varians là một loài bọ cánh cứng trong họ Cerambycidae.